# Kamo no Chōmei
Kamo no Chōmei est un nom japonais traditionnel ; le nom de famille (ou le nom d'école), Kamo no, précède donc le prénom (ou le nom d'artiste).
Kamo no Chōmei du Kamo no Nagaakira (鴨長明, 1155–1216) est un moine bouddhiste japonais, poète (waka), critique littéraire, essayiste. Ses Notes de ma cabane de moine (Hōjōki) sont un chef-d'œuvre de la littérature classique japonaise.

## Biographie
Il est né Kyōto, fils de Kamo no Nagatsugu, qui était prêtre et officiant principal du temple shinto d'un des deux sanctuaires Kamo à Kyoto. On ne sait rien de sa mère, et il vit sans doute, enfant et adolescent, auprès de sa grand-mère. Il se marie et a probablement un enfant. Tombé malade, son père résilie sa charge et décède prématurément en 1173, à l'âge de quarante-quatre ans. Cependant, Chōmei n'hérita pas de la charge de son père, qui fut accaparée par une branche cousine, ce qui le priva d'une situation sociale et matérielle avantageuse.
Vers l'âge de trente ans, il se retire dans un petite maison — un « ermitage » pourrait-on dire mais sans connotation religieuse — et quitte sa femme, abandonnant aussi la maison héritée de sa grand-mère. On ne sait pas grand-chose de sa vie jusque vers la cinquantaine, sinon qu'elle n'est matériellement pas facile puisqu'il dit avoir rencontré de « fréquentes contrariétés ». On sait cependant qu'il a fait un voyage à Ise en 1186 et qu'il se consacre à la poésie et à la musique, deux arts qui le passionnaient et tout particulièrement la pratique du luth (biwa),. Il était connu en son temps pour être un excellent musicien.
En 1201, l'empereur Go-Toba le nomme chef du Bureau de la Poésie de la cour impériale, après que Kamo no Shômei eut composé un recueil de cent waka.
Chōmei indique qu'en 1204 il entre en religion et se retire bientôt dans un petit ermitage, dans les environs de Kyoto. Malgré le soutien de l'ex-empereur Go-Toba qui le tient en grande estime, il n'a pas réussi à obtenir la charge de son père, ce qui explique ce retrait. En 1209, il quitte son premier ermitage, et s'installe au sud de Kyoto, se construisant une « cabane de dix pieds » dans laquelle il vit très simplement jusqu'à sa mort,.

## Œuvre
Kamo no Chōmei a été un écrivain prolifique auquel on doit des recueils de poèmes, d'essais littéraires ainsi que des espèces de journaux de voyage (dont celui à Ise en 1186 (v. ci-dessus) — mais nous n'avons de celui-ci que des fragments. Il s'est continuellement interrogé sur le sens de l'existence humaine,. On a gardé de Chōmei environ trois cent quarante poèmes.

### Hōjōki
Son ouvrage le plus connu est le Hōjōki (方丈記, Notes de ma cabane de moine (litt. « La Cabane de dix pied carrés »)) . Ce bref ouvrage a été composé vers 1212, dans l'ermitage où le poète s'était retiré. Il s'agit en un certain sens d'un texte autobiographique. On peut y avoir deux volets : le premier est une chronique émouvante de bouleversements de son époque (changements politiques, déplacement de la capitale, incendies, famines, tremblements de terre...). L'auteur y pose donc des questions essentielles sur la vie humaine, marquée qu'elle est par l'impermanence (jap. mujô), un thème essentiel de la littérature et de la pensée du moyen âge japonais.
Dans le second volet, il présente sa vie paisible d'ermite, vivant libre et solitaire au cœur de la nature. Il s'interroge cependant, et laisse apparaître son inquiétude, : 

« L'essentiel de l'enseignement du Bouddha aux hommes est qu'il ne faut pas s'attacher aux choses de ce monde. Même le fait d'aimer ma chaumière devient un péché ; et mon attachement à ma tranquille solitude est aussi un obstacle à ma libération. Comment puis-je employer un temps si précieux à raconter des satisfactions inutiles ? »

Cet ouvrage est un chef-d'œuvre de la littérature classique japonaise.

### Mumyōshō

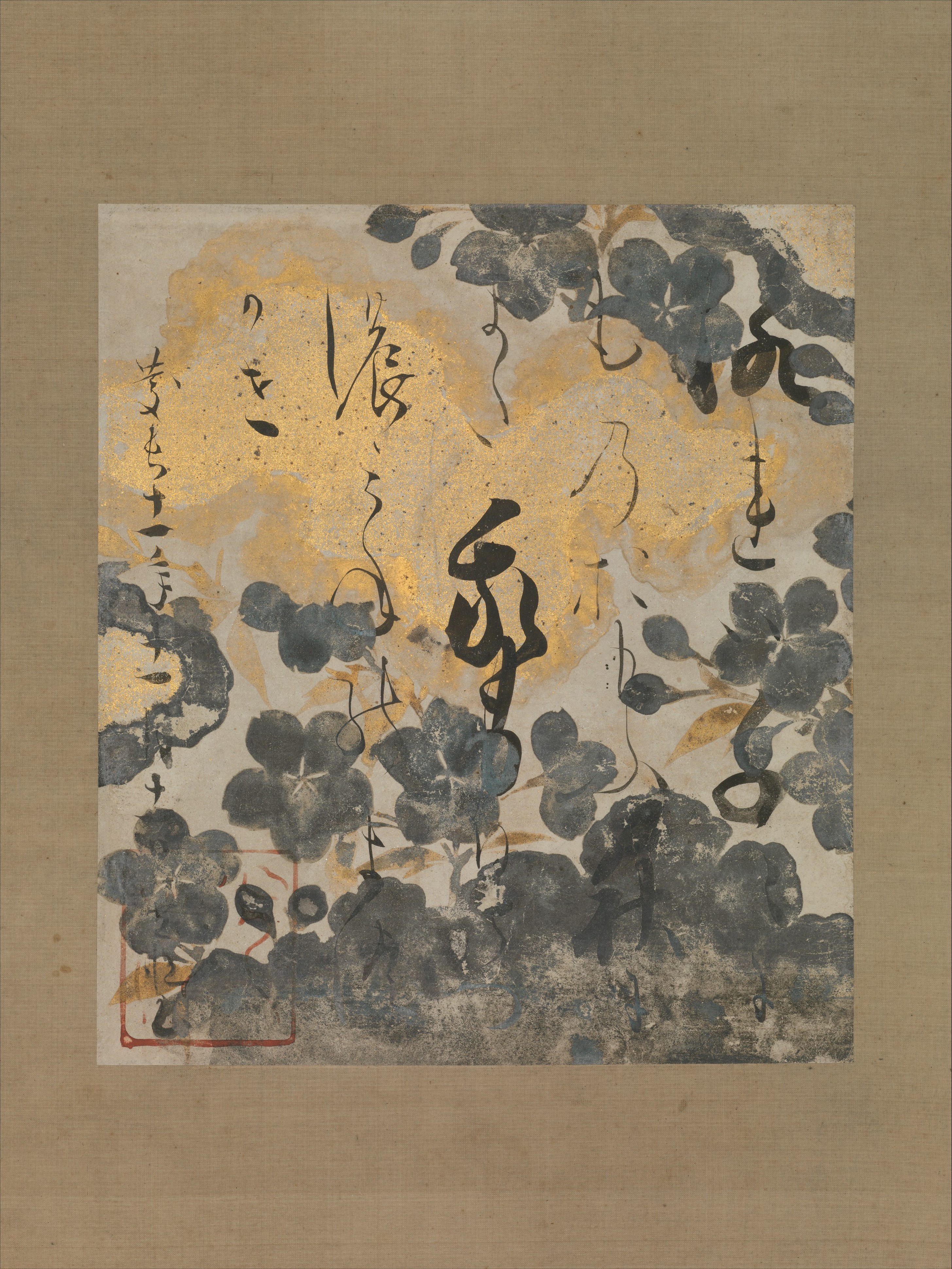
Poème de Kamo no Chōmei sur une peinture de fleurs de cerisier. Calligraphie de Hon'ami Kōetsu (période Momoyama 1573-1615), New York, MET.

Mumyōshō (無名抄, Notes sans titre). est un essai littéraire, plus précisément un traité de waka, qui regroupe des propos sur les poètes et la poésie, ainsi que quelques notes sur la langue et sur l'histoire contemporaine de Kamo no Chōmei. L'ouvrage compte 78 chapitres qui traitent de différents sujets dans les domaines de l'esthétique et des principes poétiques, notamment le yûgen.

### Hosshinshū
Hosshinshū (発心集, Récits de l'éveil du cœur). Recueil d'anecdotes bouddhiques, à travers lesquelles Kamo no Chōmei s'interroge sur le sens de l'existence. L'ouvrage compte 102 histoires, divisées en huit livres, à quoi s'ajoutent quatre textes complémentaires.

#### Extraits
Deux extraits de Notes de ma cabane de moine.

« Certains tombaient, suffoqués par la fumée, d'autres périssaient subitement enveloppés par les flammes ; d'autres encore qui avaient de justesse échappé au danger, impuissants à sauver leurs biens et leurs meubles, voyaient, là, sous leurs yeux, tous leurs trésors réduits en cendres. Qui pourrait estimer ces pertes ?

Cette fois-là, l'incendie a dévoré seize demeures seigneuriales. En plus, d'innombrables maisons ont disparu. Un tiers de la ville a brûlé, dit-on. Plusieurs milliers de personnes, hommes et femmes, sont mortes ; impossible de dire le nombre de victimes parmi le bétail.

Au fond, toutes les entreprises humaines sont stupides et vaines ; que penser des hommes qui ont dépensé leur fortune, et ont peiné pour construire leurs maisons au milieu d'une ville aussi exposée au danger ? N'est-ce pas éminemment pitoyable ? »

« Depuis que j'ai quitté le monde, et que j'ai choisi la voie du renoncement, je me sens libre de toute haine comme de toute crainte. J'abandonne ma vie au destin, je ne désire, ni vivre longtemps, ni mourir vite. J'assimile ma vie à un nuage inconsistant, je n'y accroche pas mon espoir et n'éprouve pas non plus de regret. Pour moi le plaisir suprême est celui que j'éprouve sur l'oreiller d'une sieste paisible, et l'ambition de toute ma vie est de pouvoir, selon les saisons, contempler un beau paysage.

(...)

L'essentiel de l'enseignement de Bouddha aux hommes est qu'il ne faut pas s'attacher aux choses de ce monde. Même le fait d'aimer ma chaumière devient un péché, et mon attachement à ma tranquille solitude est aussi un obstacle à ma libération. Comment puis-je employer un temps si précieux à raconter des satisfactions inutiles ? »

#### Traductions
- Notes de ma cabane de moine (trad. Rév. Père Sauveur Candau (1897-1955), postface Jacqueline Pigeot), Paris, Le Bruit du temps, 2010a (1re éd. 1968 [Gallimard, coll. « Unesco d'œuvres représentatives », Série japonaise]), 79 p. (texte p. 11-41; postface, p. 45-76) (ISBN 978-2-358-73022-8)
- Notes sans titre. Propos sur les poètes et la poésie (trad. du japonais et annoté par le Groupe Koten : Claire-Akiko Brisset, Jacqueline Pigeot, Daniel Struve, Sumie Terada, Michel Vieillard-Baron, préf. de Michel Vieillard-Baron), Paris, Le Bruit du temps, 2010b, 222 p. (ISBN 978-2-358-73023-5)
- Récits de l'éveil du cœur (trad. du japonais et commenté par Jacqueline Pigeot, postface de J. Pigeot (p. 399-429)), Paris, Le Bruit du temps, 2014, 450 p. (ISBN 978-2-358-73068-6)
- Kamo no Chômei et Urabe Kenkô (trad. du japonais par Sauveur Candau; Charles Grosbois et Tomiko Yoshida, Zéno Bianu éditeur et préfacier), Cahiers de l'ermitage. Extrait de Les heures oisives suivi de Notes de ma cabane de moine, Paris, Gallimard, coll. « Folio Sagesses » (no 7159), 112 p. (ISBN 978-2-072-96916-4)

#### Études
- (en) Rajyashree Pandey., Writing and Renunciation in Medieval Japan: The Works of the Poet-Priest Kamo no Chōmei, The University of Michigan Press, 1998, 212 p. (ISBN 978-0-939-51286-7, lire en ligne)
- Jacqueline Pigeot, « Postface », dans Notes de ma cabane de moine, Le Bruit du temps, 2010a, p. 45-77
- Jacqueline Pigeot, « Postface (et notes) », dans Récits de l'éveil du cœur, Le Bruit du temps, 2014, p. 399-424 et passim